# Junior Pot Black
Der Junior Pot Black war ein Snookerturnier, das die Juniorenversion des Pot Blacks war.
Das Turnier wurde zunächst Anfang der 1980er-Jahre ausgetragen. Man lud dazu vielversprechende Juniorentalente in die Pebble Mill Studios der BBC nach Birmingham ein, wo das Turnier ausgetragen wurde. Das Finale wurde zumindest in den ersten beiden Jahren durch die Ergebnisse zweier Frames entschieden. Nebenher filmte die BBC das Spielgeschehen und sendete das Turnier später im Fernsehen. Unter den damals noch jungen Teilnehmern waren mehrere spätere Spitzenspieler, darunter Stephen Hendry und John Parrott. 1991 folgte eine erneute Ausgabe des Turnieres in Birmingham, ehe es ab 2006 als Rahmenprogramm der Snookerweltmeisterschaft im Crucible Theatre in Sheffield ausgetragen wurde. Das Endspiel wurde jeweils durch einen einzigen Frame entschieden. Die letzte bekannte Ausgabe fand 2010 statt, als spezifisch walisische Version im Rahmen der Welsh Open 2010.

## Sieger
| Jahr | Austragungsort                   | Sieger            | Ergebnis  | Finalist       |
| ---- | -------------------------------- | ----------------- | --------- | -------------- |
| 1981 | Birmingham – Pebble Mill Studios | Dean Reynolds     | 151:79    | Dene O’Kane    |
| 1982 | Birmingham – Pebble Mill Studios | John Parrott      | 169:70    | John Keers     |
| 1983 | Birmingham – Pebble Mill Studios | John Parrott      | unbekannt | Steve Ventham  |
| 1991 | Birmingham – Pebble Mill Studios | Ronnie O’Sullivan | unbekannt | unbekannt      |
| 2006 | Sheffield – Crucible Theatre     | Stuart Carrington | 58:46     | Anthony McGill |
| 2007 | Sheffield – Crucible Theatre     | Mitchell Mann     | 76:23     | Jack Lisowski  |
| 2008 | Sheffield – Crucible Theatre     | Jason Devaney     | 61:28     | Duane Jones    |
| 2009 | Sheffield – Crucible Theatre     | Ross Muir         | unbekannt | unbekannt      |
| 2010 | Newport – Newport Centre         | Jamie Rhys Clarke | unbekannt | Tom Rees       |